# Макросклереиди
Макросклереиди су склереиди издужени попут штапа.

## Карактеристике
Ови склереиди су релативно кратки, готово цилиндричног облика и настали су од ембрионалних епидермалних ћелија. Њихов положај је нормалан на површину органа, па ткиво које граде подсећа на палисадно.

## Примери
Налазе се у кори кининовог дрвета, оплодници конопље, тврдом делу семењаче пасуља и другим деловима биљке неких врста.